# Hibiscus micranthus
Hibiscus micranthus là một loài thực vật có hoa trong họ Cẩm quỳ. Loài này được L.f. mô tả khoa học đầu tiên năm 1782.